# Empoasca davidsoni
Empoasca davidsoni är en insektsart som beskrevs av Delong 1945. Empoasca davidsoni ingår i släktet Empoasca och familjen dvärgstritar. Inga underarter finns listade i Catalogue of Life.